# Monnina hirtella
Monnina hirtella är en jungfrulinsväxtart som beskrevs av Ramón Alejandro Ferreyra. Monnina hirtella ingår i släktet Monnina och familjen jungfrulinsväxter. Inga underarter finns listade i Catalogue of Life.